# Hospital Victorino Santaella
El Hospital Victorino Santaella es un hospital en Los Teques, Venezuela. el único hospital tipo IV en la región y atiende a una población de más de 400 000 habitantes. En los últimos años, el hospital ha sufrido fuertes deficiencias por la crisis en el país.

## Crisis en Venezuela
Durante la crisis en Venezuela, ha habido una carencia importante de insumos médico-quirúrgicos, medicamentos, artículos de limpieza y otros. Asimismo, al igual que daños estructurales en las unidades clínicas, tales como filtraciones, pintura y falta de iluminación adentro y fuera del centro asistencial. Varios médicos se han retirado del centro asistencial por los bajos salarios y la fallas en la dotación de insumos, por lo que no hay especialistas en neurología, cirugía cardiovascular ni nefrología. La Unidad de Laboratorios carece de reactivos y el banco de sangre no tiene insumos para la extracción, y no hay aire acondicionado en ninguna de las áreas. Para junio de 2019, solo cuatro de los once pisos estaban operativos para hospitalización, el déficit de enfermeras supera 50% en todos los servicios y el hospital servía a menos del 25 % de su capacidad.